# Naguanagua
Naguanagua és un municipi situat en l'estat de Carabobo, Veneçuela. Capital del Municipi Autònom Naguanagua, és un dels municipis que conformen la ciutat de Valencia (capital de l'estat). El municipi Naguanagua té una població aproximada de 144.308 habitants (2008).